# Kolping-Kolleg
Das Kolping-Kolleg (lit. VšĮ Kolpingo kolegija, englisch Kolping University of Applied Sciences) ist eine katholische private Hochschule in der litauischen zweitgrößten Stadt Kaunas. Das Kolleg wird vom internationalen Kolpingwerk unterstützt, das mehr als 600.000 Mitglieder in 60 Ländern der Welt vereinigt. Die Hochschule befindet sich in der Altstadt Kaunas. Das Kolleg verleiht den Grad des Berufsbachelors. 

## Geschichte
1996 wurde die höhere Kolping-Schule (Kolpingo aukštesnioji mokykla) gegründet. Der Gründer ist die 1993 gegründete Lietuvos Kolpingo draugija (LKD), eine katholische Wohltätigkeits- und Unterstützungsorganisation. Nach der Akkreditierung 2001 wurde die höhere Schule zur Hochschule. 2013 beschäftigte man über 70 Mitarbeiter. Seit dem Frühjahrsemester 2012/2013 bietet man den internationalen Studierenden drei Studiengänge in der englischen Sprache an: Betriebswirtschaft, Finanzen und Soziale Arbeit; seit  2013/2014 Internationale Wirtschaft (Business).